# Quirin Amper Jr.
Quirin Amper Jr. (* 22. Februar 1935 in München; † 23. Dezember 1998 ebenda) war ein deutscher Komponist.
Amper hat, teils zusammen mit Fred Strittmatter, maßgeblich an der musikalischen Untermalung zu den Klamaukserien Dick und Doof, Väter der Klamotte, Mein Onkel vom Mars, Bezaubernde Jeannie, Verliebt in eine Hexe und Western von gestern mitgearbeitet. Einige seiner Aufnahmen veröffentlichte er unter den Pseudonymen Alois Linner, Bert Rosskopf und Eric Frantzen.
Er hatte zusammen mit der Sängerin Helga Reichel (* 1939) die zwei Söhne Robert Amper und Thomas Amper, die ebenfalls in der Filmbranche tätig sind. Beigesetzt wurde Amper in Argelsried.